# Joulesekunde
Joulesekunde ist die SI-konforme Maßeinheit der Wirkung mit dem Einheitenzeichen Js. Sie ist das Produkt aus Joule und Sekunde, den SI-Maßeinheiten der Energie und Zeit. Nach den Formatierungsregeln des Internationalen Einheitensystems müssen die beiden Einheitenzeichen J und s durch einen Zwischenraum oder einen Multiplikationspunkt getrennt werden. In der Praxis wird dieses Leerzeichen jedoch selten verwendet. 
Die Joulesekunde ist die Einheit der Planck-Konstante.

## Planck
Im Jahr 1946 wurde vorgeschlagen, die Einheit Joulesekunde nach dem Physiker Max Planck, Planck (Einheitenzeichen: {\displaystyle \mathrm {Pl} }) zu benennen.
Im Jahr 1972 wurde die Einheit Planck als offizielle SI-Einheit für den Drehimpuls vorgeschlagen. Ein Drehimpuls hat die Dimension einer Wirkung, da er im Internationalen Größensystem das Produkt aus Masse, Länge und Geschwindigkeit und damit gleich dem Produkt aus Energie und Zeit ist. Der Antrag fand jedoch nicht ausreichend Unterstützung.